# Cristiana Chamorro
Cristiana María Chamorro Barrios (nascida c. 1954) é uma jornalista e ativista nicaraguense. Ela foi pré-candidata à presidência nas eleições gerais na Nicarágua em 2021.

## Biografia
Chamorro é filha do editor de jornal assassinado Pedro Joaquín Chamorro Cardenal e da ex-presidente da Nicarágua Violeta Barrios de Chamorro. Seu pai, um crítico do regime de Somoza, foi assassinado em 1978, virando a maré de apoio à ditadura, a partir de então passou a ser popularmente chamado de "Mártir das liberdades públicas", título pelo qual foi oficialmente designado Herói Nacional da Nicarágua em 2012.    Cristiana juntou-se à mãe trabalhando em seu jornal, La Prensa, e aos 35 era editora do jornal.
Desde 2021, Cristiana Chamorro é vice-presidente do jornal, o maior da Nicarágua. Chamorro também se tornou diretora da fundação de liberdade de imprensa em nome de sua mãe. Ela ocupou esse cargo até 2021, depois que o governo de Daniel Ortega anunciou a lei que determina que todas as fundações que recebam recursos de fora da Nicarágua devem se registrar como agentes estrangeiros. Em vez de aceitar o status de estrangeiro, a Fundação Violeta Barrios de Chamorro encerrou suas atividades.
Em 2021, ela concorreu como candidata presidencial, embora apoie uma chapa unificada da oposição para desafiar o presidente Daniel Ortega, que está concorrendo a um quinto mandato. Em maio, o regime de Ortega abriu uma investigação sobre o trabalho de Chamorro na Fundação, alegando lavagem de dinheiro. O inquérito aberto não desqualifica a sua candidatura, visto que as pessoas investigadas não estão proibidas de concorrer, a única forma de suspender o direito político de ser eleito é através de uma condenação que imponha pena grave, nos termos do artigo 47.º da Constituição Política. Isso ocorreu após a revogação pelo Conselho Supremo Eleitoral da Nicarágua do estatuto jurídico do partido da oposição, o Partido Restauração Democrática (PRD). No dia em que Chamorro foi chamada para interrogatório, a polícia também invadiu as redações do canal de mídia de seu irmão Carlos, além de confiscar equipamentos e prender um cinegrafista.
Em 2 de junho de 2021, ela foi colocada em prisão domiciliar depois que a polícia invadiu sua casa.

## Vida pessoal
Chamorro foi casada com Antonio Lacayo, até sua morte em um acidente de helicóptero em 2015.